# Bozhidar Noev
Bozhidar Noev es un pianista búlgaro, nació en Sofía. 

## Biografía
Se graduó en la Academia Nacional de Música de Sofía con honores, de la clase de la profesora Mara Balsamova. Es uno de los pianistas que han hecho la escena musical búlgara mundialmente reconocida, por lo cual fue condecorado por el presidente de Bulgaria con la Orden Kiril y Metodiy.
Tomó clases magistrales en el Salzburg Mozarteum y en la Academia Nacional de Música de Santa Cecilia en Roma (Italia), con el pianista y director Carlo Zecchi. Trabajó también con Guido Agosti, Nina Carmirelli y Magda Tagliaferro. En Ginebra (Suiza) tomó clases magistrales con Nikita Magaloff.
Ha ganado los más grandes premios de los concursos internacionales de piano, como el priom F. Busoni (1965), A. Casagrande (1969), Viana de Mota (1968), Potsoli (1971), entre otros. Obtuvo el premio del Festival Internacional de la Música Romántica, sumados a estos premios: medallas de oro, Piano de Cola Petrof, etc.
Todo esto le abre camino a la escena y festivales mundiales (Viena, Salzburgo, Nápoles, Moscú, Taormina, Lisboa, Budapest, Berlín, Tokio, Taipéi, México, D. F., Guadalajara, Praga, Plovdiv, Varna, Ruse, Sofía, entre otros). Ha tocado como solista en las orquestas sinfónicas de Lieja, Nápoles, Moscú, Bratislava, Belgrado, Praga, Oporto, Budapest, La Habana, Sofía, entre otras.
Sus conciertos han sido transmitidos en programas de televisión en Rusia, América del Norte, Italia, Canadá, Bulgaria, Cuba y Taiwán.
Los críticos y el público en Europa, Estados Unidos, la ex-Unión Soviética, Latinoamérica, Canadá, Japón, China y otros, son unánimes en la apreciación de su ejecución influyente.
Desde 1977, Bozhidar Noev es profesor en el conservatorio de Innsbruck, Austria, y desde 1990 es Director de Departamento de Piano del mismo conservatorio. Por su labor, con decreto del presidente de Austria, Heinz Fischer, en el año 2007, se le otorgó el título honorífico austriaco de Professor, un título que se otorga solamente en casos muy especiales.
- Datos: Q8251408